# Batalla de Mons Seleucus
La batalla de Mons Seleucus ocurrió en el año 353 entre las fuerzas de Constancio II y las fuerzas del usurpador Magnencio. Las fuerzas de Constancio salieron vencedoras del combate, y Magnencio acabó suicidándose.

## Deasarrollo
Magnencio había reclamado el trono del Imperio romano en 350, apoyado por el ejército frente a Constante, quien fue asesinado.
Con el apoyo de las provincias occidentales y considerado como un emperador más tolerante tanto con cristianos como con paganos, puso a hombres de su confianza en los altos cargos de la península itálica, incluido Decencio (probablemente su hermano) como césar.
Constancio II dejó sus campañas en oriente para enfrentarse a Magnencio, cosa que hizo en 351 en la batalla de Mursa Major, venciendo. Sin embargo, el golpe definitivo lo dio con esta batalla. Tuvo lugar en el departamento de los Altos Alpes en el Sur de la actual Francia contemporánea. 
Tras el fatal desenlace para él en el cambio de batalla, Magnencio se suicidó echándose sobre su propia espada.